# Bornholmstunneln
Bornholmstunneln (danska: Bornholmtunnelen) är en föreslagen järnvägstunnel eller vägtunnel mellan Skåne och Bornholm.
Bornholmstunneln föreslås att gå mellan Sandhammaren i Skåne och Vang på Bornholm. Tunneln skulle då bli 35 till 40 kilometer lång. En enklare utredning som gjordes 2006 och bekostades av Foreningen Bornholmtunnel visar att en tunnel skulle kosta mellan femton och femtio miljarder danska kronor att bygga. En mer detaljerad utredning skulle göras, men har skjutits upp då varken danska eller svenska staten eller Bornholms kommun ville 2013 betala för en sådan utredning.

## Övrigt
Föreningen Stöd Bornholmstunneln i Skåne och Foreningen Bornholmtunnel på Bornholm verkar för att det ska byggas en Bornholmstunnel inom en överskådlig framtid.